# Stegocephalina pacis
Stegocephalina pacis is een vlokreeftensoort uit de familie van de Stegocephalidae. De wetenschappelijke naam van de soort is voor het eerst geldig gepubliceerd in 1974 door Bellan-Santini & Ledoyer.